# Biblioterapi

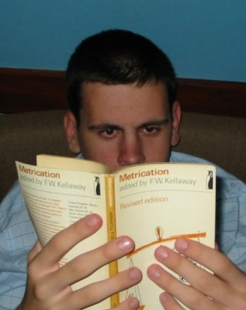
Enligt biblioterapi kan läsning främja psykisk hälsa.

Biblioterapi (från grekiskans Biblio som betyder bok), även litteraturterapi, är en terapiform där läsning av böcker och samtal kring dessa ligger i fokus. Biblioterapeutiska texter kan vara skönlitterära verk eller så kallad självhjälpslitteratur.
Biblioterapin är främst, men inte bara, avsedd för människor som lider av psykisk ohälsa. Tyngdpunkten ligger på ett ökat välbefinnande, som har en läkande och helande effekt under tiden man funderar över det man läst och kanske diskuterar det med andra. På detta sätt kan minnen och erfarenheter kläs i ord, vilket ger en distansering och förståelse om tunga och besvärliga upplevelser och problem. Det kan också vara till hjälp att få distans och nya infallsvinklar på sin livssituation. 
Biblioterapeutiska metoder kan användas inom vård, rehabilitering,  samt som integrerad i arbetshälsa och arbetshandledning, men även bland olika fritidsaktiviteter.

## Historik
Framväxten av biblioterapi började under första världskriget, när man upptäckte att läsning kunde verka helande för traumatiserade soldater. Därefter har utvecklingen skett främst i USA, men under de senaste åren har teorin även fått spridning i Europa.
Böckers betydande effekt på människans psykiska hälsa har dock mycket äldre anor. Det sägs att redan i antikens Grekland betraktade bland andra Aristoteles litteraturen som läkemedel för själen. Under 1200-talet lästes det även ur Koranen för patienter i Kairo i sjukhuset Al-Mansur, som en del av sjukdomsbehandlingen.
Den första doktorsavhandlingen i biblioterapi skrevs 1949 av amerikanskan Caroline Shrodes. Där görs tydliga kopplingar från psykoterapin till biblioterapin, men biblioterapin bottnar även i andra teorier. Shrodes uttrycker även i samma avhandling tre faser i den biblioterapeutiska processen: identifiering, katharsis och insikt. Läsaren identifierar sig, känner igen sig i texten och lever sig in i den så att hon kan se på sitt eget liv från ett annat perspektiv. Läsningen kan alltså ha positiv och frigörande känslomässig effekt på personen i fråga.
Idag används biblioterapi på bland annat sjukhus, där långvariga patienter kan få låna böcker på sjukhusbibliotek. Patienterna kan i grupp eller ensamma samtala med en bibliotekarie eller terapeut om verken de läst, samt de känslor och tankar som litteraturen frammanat. Även kuratorer, läkare och socionomer kan utnyttja litteratur som terapi eller hjälpmedel tillsammans med sina patienter. 
I Wales startades idén med böcker på recept 2003. Föreningen för biblioterapi i Finland etablerades 1981 och i Tyskland grundades der Deutschen Gesellschaft für Poesie- und Bibliotherapie 1984. Även i Frankrike, Polen och Ungern används biblioterapi. I Storbritannien kan läkare sedan 2017 skriva ut böcker på recept. ”Reading well – books on prescription” är ett nationellt program för läsning och hälsa där allmänläkare, patientorganisationer och landets bibliotek samarbetar. "Bibliotexting” är en form av biblioterapi där  ett sms med rader ur en dikt eller en bok skickas varje vecka. 

## Inriktningar

### Humanistisk biblioterapi
Inom den humanistiska biblioterapin anses själva läsningen ha läkande effekt. Läsning kan fungera som hjälpmedel och som underlättning för olika lindrigare psykiska sjukdomar. Enligt denna inriktning kan även personer som inte anses lida av någon sjukdom få terapeutisk positiv effekt och ökad självförståelse genom läsning. Denna inriktning riktar sig mer åt det pedagogiska hållet.

### Klinisk biblioterapi
Till skillnad från den humanistiska biblioterapin anser den kliniska biblioterapin att man inte ska blanda ihop de fördelar läsandet i sig har med det strukturerade sättet att först läsa och sedan diskutera det lästa. Inom denna inriktning diskuterar man alltså efter läsningen antingen ensam med en biblioterapeut eller i en grupp. Diskussionerna leder då till djupare insikter om ens tankar och känslor. 
Den kliniska biblioterapin fokuserar på den terapeutiska och läkande effekten med läsande och samtal. Här samarbetar bibliotekarien med en läkare som övervakar och styr dennes arbete.

### Exempel på biblioterapi
SPES, Riksförbundet för suicidprevention och efterlevandes stöd använder ibland biblioterapi som stöd i sorgebearbetning för efterlevande.

## Utbildning
Hösten 2017 startade en utbildning i biblioterapi vid Ersta Sköndal Bräcke högskola i Stockholm.